# Ardeola (género)
Ardeola es un género de aves pelecaniformes de la familia Ardeidae propias del Viejo Mundo, conocidas vulgarmente con el nombre de garcillas.

## Especies
Se conocen seis especies de Ardeola:
- Ardeola grayii - garcilla india
- Ardeola ralloides - garcilla cangrejera
- Ardeola bacchus - garcilla china
- Ardeola speciosa - garcilla indonesia
- Ardeola idae - garcilla malgache
- Ardeola rufiventris - garcilla ventrirroja